# Тер-Григорян, Григор Арамович
Григор Арамович Тер-Григоря́н (1916—1981) — армянский советский драматург и писатель-публицист.

## Биография
Родился 15 января 1916 года в Эривани.
Окончил Ереванский политехнический институт (1939) и АГПИ (1947). 
Член ВКП(б) с 1945 года. С 1947 года - на партийной работе.
В 1949 году в театре имени Г. М. Сундукяна была осуществлена постановка первой пьесы Г. Тер-Григоряна "Эти звёзды наши".
В 1953—1955 годах был секретарем правления СП Армении, редактором литературной газеты «Гракан терт» («Գրական թերթ»), с 1955 года — редактор сатирического журнала «Возни» («Ёж»).
Был председателем Армянского комитета защиты мира.
Также, в последние годы жизни являлся кандидатом в члены ЦК КП Армении.

## Творчество
- 1948 — «Эти звёзды наши»[1] (в соавторстве с Л. А. Карагезяном; русский перевод 1953)
- 1953 — «Возрождение» (в соавторстве с Л. А. Карагезяном)
- 1959 — «Весенний дождь» («Гарнан андзрев», постановка 1960)
- 1962 — «Умирающая флора»[1] («Мернох флоран»)[3]
- 1969 — «Ах, нервы, нервы»[1] («Ах, нервер, нервер»)
- 1957 — «Последние гвоздики»[1] («Верчин мехакнер»; поставлена в театре имени Г. М. Сундукяна в 1958; в МАДТ имени Моссовета и в Польше — в 1960)

## Награды
- орден Трудового Красного Знамени[1]
- два ордена "Знак Почёта"[1]
- медали[1]
- звание "Заслуженный деятель искусств Армянской ССР" (1962)